# East Granby
East Granby è un comune di 5.058 abitanti degli Stati Uniti d'America, situato nella Contea di Hartford nello Stato del Connecticut.